# Aralia officinalis
Aralia officinalis är en araliaväxtart som beskrevs av Z.Z.Wang. Aralia officinalis ingår i släktet Aralia och familjen Araliaceae. Inga underarter finns listade.